# Masakatsu Miyamoto
Masakatsu Miyamoto (n. 4 iulie 1938, Hitachi, Japonia – d. 7 mai 2002, Mito, Japonia) a fost un fotbalist japonez.

## Statistici
| Japonia | Japonia | Japonia |
| An      | Meciuri | Goluri  |
| ------- | ------- | ------- |
| 1958    | 1       | 0       |
| 1959    | 8       | 0       |
| 1960    | 1       | 0       |
| 1961    | 6       | 0       |
| 1962    | 7       | 0       |
| 1963    | 4       | 0       |
| 1964    | 1       | 0       |
| 1965    | 2       | 1       |
| 1966    | 5       | 0       |
| 1967    | 1       | 0       |
| 1968    | 2       | 0       |
| 1969    | 2       | 0       |
| 1970    | 0       | 0       |
| 1971    | 4       | 0       |
| Total   | 44      | 1       |